# كاتبات وفنانات فلبينيات أمريكيات
كاتبات وفنانات فلبينيات أمريكيات - Philippine American Women Writers and Artists أو PAWWA هي جمعية تأسست في عام 1991 من قبل مجموعة من سبعة كتاب فلبينيين في جنوب كاليفورنيا وكانت أول مجموعة دعم من هذا القبيل للكاتباتالفلبينيات. بغض النظر عن دعم بعضهم البعض، أرادت المجموعة مساعدة الكتاب والفنانين الفلبينيين اآلخرين، فضال عن تقديم خدمات للمجتمع المحلي وشجعت الرابطة على إنشاء الجمعية برئاسة سيريس أالبادو في منطقة خليج سان فرانسيسكو كاليفورنيا.
الأعضاء المؤسسون للرابطة هم: فالوري ذح بيجارانو، سيسيليا مانغيرا برينارد، ماريكيتا أثينا دافيسون، في بانالينجان كونز، سوزان ن. مونتيبيو، سيسيل كاغوينجين.أوتشوا، ونينتوزكا سيو، فيالمار
لمدة ست سنوات، تلقت جمعية الكاتبات والفنانات الفلبينيات االمريكيات منحة الدخول متعدد الثقافات التنافسية للغاية من مجلس كاليفورنيا للفنون. استخدمت هذا التمويل للمساعدة في نشر نشرات اخبارية وكتب مثل: سبع قصص من سبع أخوات: مجموعة من الحكايات
الشعبية الفلبينية (1992); البداية والحكايات الشعبية الآسيوية الأخرى (1995); دليل الكاتبات والفنانات األمريكيات الفلبينيات؛ ورحلة ال100 عام: تأمالت في الذكرى المئوية لاستقلال الفلبين عام 1999.
في 14 أبريل 1998، عقدت جمعية الكاتبات والفنانات االمريكيات الفلبينيات خدمات لطالب اسيا والمحيط الهادئ بجامعة لويوال
ماريماونت مؤتمر لمدة يوم واحد بعنوان "رحلة المئة عام"، وكان المتحدثون هم: سيسيليا مانغيرا برينارد، ماريا لويزا كارينو (أو ماريا لويزا إيجلوريا)، روزيتا جاالنج، بولينو ليم جونيور، إدموندو ليتون، هيرمينيا مينيز، سوزان مونتيبيو، ونادين سالاير.
عندما نفذ التمويل في يونيو 1998، قرر الأعضاء المتبقين المضي قدما وتم حل المجموعة.

## كتب نشرت من قبل الجمعية
- Seven Stories From Seven Sisters: A Collection of Philippines Folktales, PAWWA, 1992
- The Beginning and Other Asian Folktales PAWWA, 1995
- A Directory of Philippine American Women Writers and Artists
- Journey of 100 Years: Reflections on the Centennial of Philippine Independence, PAWWA, 1999

## روابط خارجية
- Amerasia Journal review of Journey of 100 Years by Roger Bresnahan